# Стретовская высшая педагогическая школа кобзарского искусства
Стретовская высшая педагогическая школа кобзарского искусства — высшее учебное заведение на Украине I уровня аккредитации.
Основана в 1989 году. Инициаторами основания школы были заслуженный артист Украины Василий Литвин, писатели Борис Олейник и Олесь Бердник.
Цель школы — возрождение кобзарской традиции.
Школа готовит певцов-бандуристов, мастеров кобзарского искусства и преподавателей музыки.
Подготовка осуществляется по специальности:
- «Учитель музыки и кобзарского искусства, музыкальный руководитель»
- На обучение принимаются юноши, на базе 9 или 11 классов.
- Форма обучения: дневная.

Преподавательский коллектив школы составляют ведущие специалисты по игре на бандуре, вокалу, дирижирование, основ практического кобзарства, актёрского мастерства, ораторского искусства из вузов Киева.
Директор школы — Колосовская Светлана Григорьевна, среди преподавателей — Владимир Кушпет. Кроме искусства пения, актёрского мастерства, игры на кобзе, бандуре и старосветской бандуре в школе обучаются игре на лире, свирели.
Особенностью школы является то, что там учатся преимущественно ребята, как это было в украинской традиции игры на гуслях и бандуре. Большинство воспитанников школы являются солистами в ведущих художественных коллективах Киева.
Директор: Колосовская Светлана Григорьевна 
Заместитель директора: Мартынюк Алёна Ивановна
Среди известных преподавателей:
- Байко, Нина Яковлевна, лауреат Шевченковской премии 1976 года.